# Alstroemeria hookeri
Alstroemeria hookeri es una especie fanerógama, herbácea, perenne y rizomatosa perteneciente a la familia de las alstroemeriáceas. Es originaria del norte y centro de Chile y se le conoce allí como lirio de arena.
Presenta tres subespecies. La subespecie típica, Alstroemeria hookeri subsp. hookeri, del centro y sur de Chile, Alstroemeria hookeri subsp. cummingiana (sin.: A. cummingiana) y Alstroemeria hookeri subsp. maculata, ambas distribuidas en el centro de ese mismo país.

## Taxonomía
Alstroemeria hookeri fue descrita por  Robert Sweet, y publicado en Loudon's Hortus Britannicus. A catalogue... 408. 1826.
Etimología
Alstroemeria: nombre genérico que fue nombrado en honor del botánico sueco barón Clas Alströmer (Claus von Alstroemer) por su amigo Carlos Linneo.
hookeri: epíteto otorgado en honor del botánico William Jackson Hooker.